# Stij
Stij (také Stoj, Stohy, ukrajinsky Стій) je hora na Ukrajině v Zakarpatské oblasti, nejvyšší vrchol horského masivu Polonina Boržava, který je součástí Poloninského hřbetu. Nadmořská výška vrcholu je 1681 metrů.
Leží asi 10 kilometrů jižně od města Volovec a 40 km severovýchodním směrem od Mukačeva. Na východním svahu hory pramení řeka Boržava.
Na odlesněném vrcholu byly za druhé světové války postaveny tři radarové stanice určené pro sledování širokého okolí. Radary po několik desetiletí využívala Rudá armáda; rozebrány byly roku 1995. Jejich přítomnost dosud připomínají chátrající betonové plošiny a ocelové výztuže.
Blízko vesnice Vovčyj je na západních svazích této hory, na ploše 961 ha, přírodní rezervace Rosišnyj (ukrajinsky Росішний, rusínsky Россошный).

## Galerie

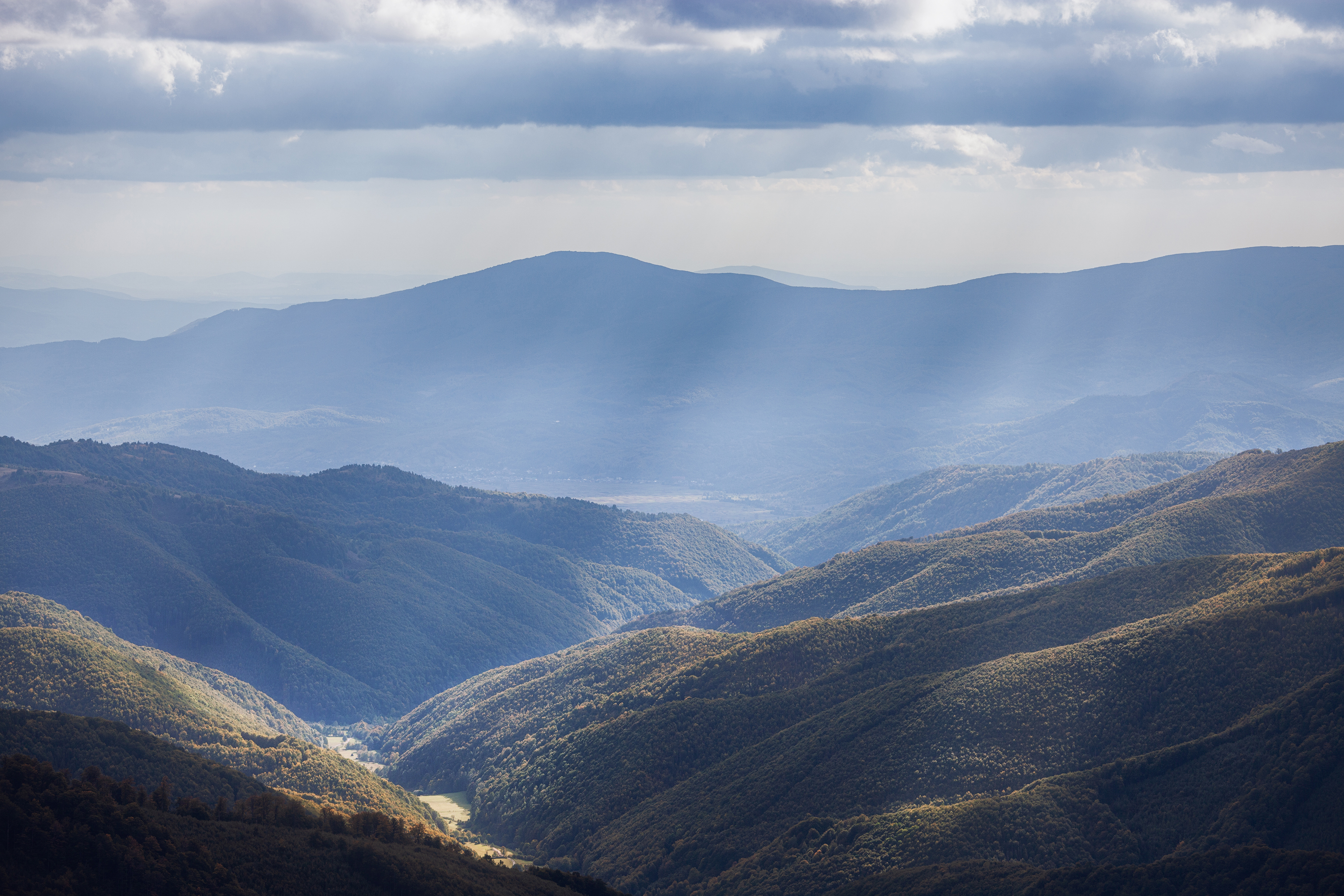
Přírodní rezervace Rosišnyj
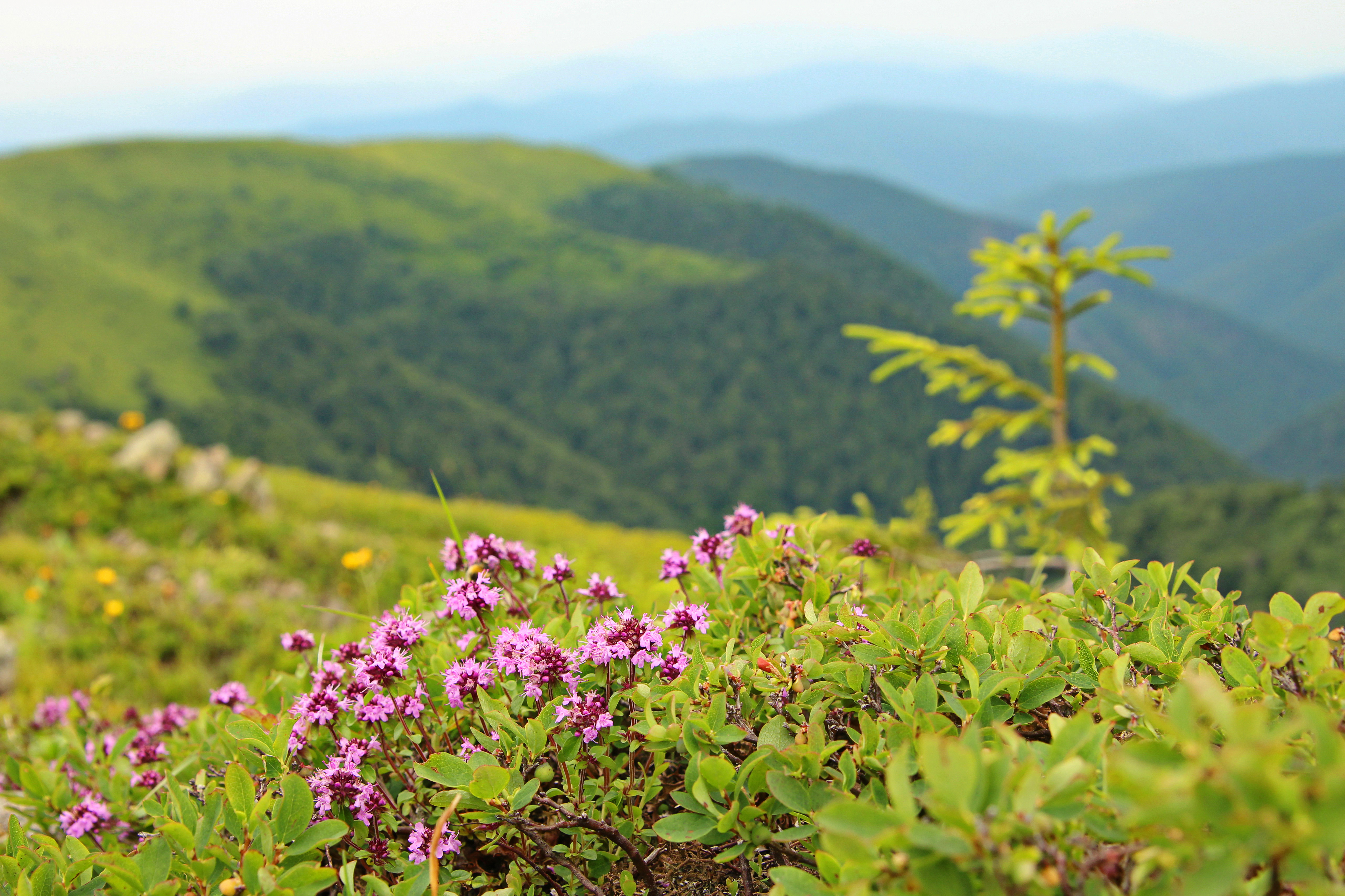
Květena v rezervaci Rosišnyj
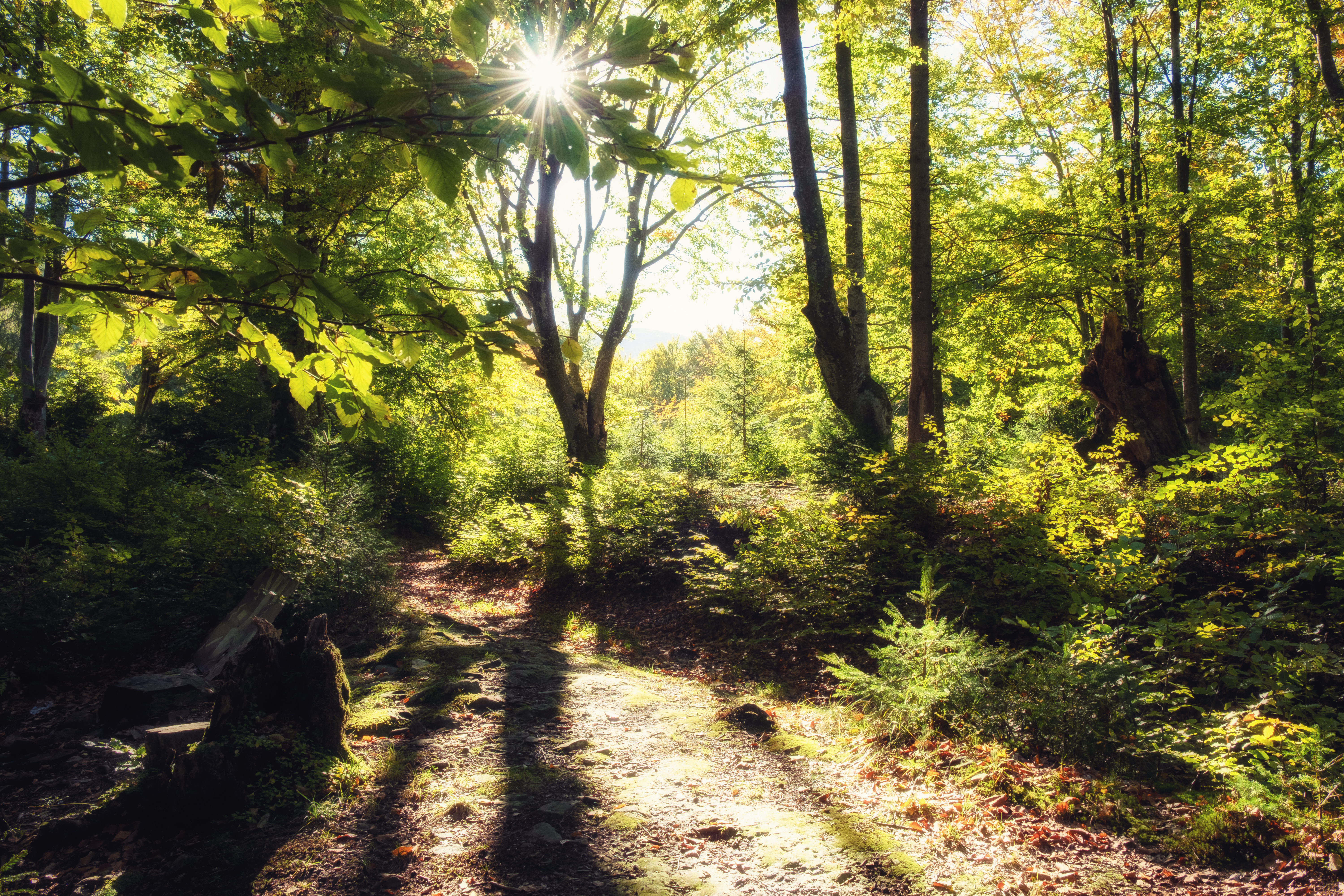
Bukové pralesy na svazích hory Stij